# Fujiwara no Toshinari
Fujiwara no Toshinari va ser un noble de la cort i poeta des de finals del període Heian fins a principis del període Kamakura. El nom també es pot llegir com "Shunzei" a la lectura. Era membre de la línia esquerra del clan Fujiwara del Nord i fill de Gon Chunagon (segon vice conseller), Fujiwara no Toshitada. Inicialment va ser adoptat per Fujiwara no Akiyori del llinatge Kanshuji i va prendre el nom d'Akihiro, però més tard va tornar a la família Mikohidari dels seus pares i va canviar el seu nom per Shunzei. El seu nom budista és Shaka. El seu darrer rang oficial va ser Tercer Grau Júnior i Gran Cambrel del Palau de l'Emperadriu Vidua. És conegut com el compilador del "Senzai Wakashu".

## Biografia
Va perdre el seu pare als 10 anys i va servir com a governador provincial sota la tutela del seu cunyat, Fujiwara no Akiyori, que era un ajudant de confiança de l'emperador Toba, però el seu rang es va mantenir estancat en el cinquè rang durant 18 anys. Durant els períodes Tensho i Chosho (1131-1135), va començar a compondre poesia seriosament, entre les quals va participar dues vegades als concursos "La família Tametada 100 poemes" organitzats pel seu sogre, Fujiwara no Tametada, i el 1138 va estudiar amb Fujiwara no Mototoshi. El 1140 i el 1141, va escriure una col·lecció de "Cent records", en què lamentava la seva desgràcia i lluitava per convertir-se en monjo. Es va guanyar el favor de l'emperador Sutoku, que li va ordenar compondre i classificar els "Cent poemes de Kyūan".

La rebel·lió de Hogen el juliol de 1156 va provocar l'enfonsament del cercle de poesia de l'emperador Sutoku. El 1159, l'emperador Nijō va reprendre les reunions de poesia del Palau Imperial i va donar un gran valor a Fujiwara no Kiyosuke de la família Rokujō Fujiwara, que era el "poeta" de l'època. El 1167, Shunzei va aconseguir el seu somni tan estimat de convertir-se en un noble (però no un conseller), i l'any següent va tornar a l'escola Mikohidari. Més tard va servir com a jutge de concursos de poesia en santuaris com el Concurs de poesia del santuari Sumiyoshi i el Concurs de poesia del santuari d'Hirota, però el setembre de 1176 es va convertir en monjo a causa d'una tos que empitjorava. A més, Kujo Kanezane, que no tenia una bona relació amb l'escola Kanshuji de Fujiwara no Akiyori i que també tenia en alta estima a Fujiwara no Kiyosuke en l'art de la poesia waka, va afirmar que la malaltia de Shunzei era 
| « | "un càstig diví per donar importància al santuari Hiyoshi i desobeir i desobeir a Shunzei". | » |

El 1177, Fujiwara no Kiyosuke va morir, i el 1178, es va reunir amb Kujo Kanezane per primera vegada, i va ser acollit al cercle de poesia de la família Kujo com a professor, presentant obres com "Cent poemes de la família del ministre correcte". El 1183, va rebre un decret imperial de l'emperador Goshirakawa, i el 1188 va compilar la setena antologia imperial, Senzai Wakashu, convertint-se en una figura destacada del món de la poesia tant en nom com en realitat. En els anys 5 i 6 de Bun'ji (1189 i 1190), va dedicar 100 poemes als cinc santuaris d'Ise, Kasuga, Kamo, Sumiyoshi i Hiyoshi (els "Cinc Santuaris 100 poemes"). En el "Concurs de Sis-cents Poesies" (patrocinat per Kujō Yoshitsune i segellat per Shūnin) celebrat al voltant de 1193-1194, els poetes del clan Rokujō Fujiwara i el clan Mikohidari es van enfrontar pel prestigi.
Després de 1200, va presentar obres com "Els primers cent poemes de Shoji" i "Cent poemes del 1500è Concurs de poesia" a l'emperador Gotoba, que va establir un cercle de poesia. El 1201, va ser membre del Wakadokoro (Oficina de poesia), i el 1202, va exercir de jutge per al tercer i quart volum de poemes de primavera al "Sengohyakuban Utaawase" (Concurs de poesia de 1.500 poemes). L'any 1203, l'emperador Gotoba li va fer una celebració del 90è aniversari i se li va obsequiar amb un bastó de cucut, túnica legal, etc. Va continuar component poesia fins al final, escrivint els "Cent poemes del Santuari de Gion" a la tardor de 1204 i el "Concurs de poesia del Santuari de Kasuga" el 10 de novembre, i va morir el 30 de novembre del mateix any a l'edat de 91 anys.
Les seves antologies familiars inclouen "Choshu Eimo" i "Shunsei Kashu (Choshukusa)", amb "Choshu Eimo" comptat com un dels Rokukashu. Un total de 414 poemes es van incloure en antologies imperials com Shika Wakashu, convertint-lo en el tercer poeta més popular de la història després de Tsuryuki i Teika. Els seus llibres sobre poesia waka i obres mestres seleccionades inclouen "Korai Fudaisho", "Kokin Mondo", "Manyoshu Jidai Ko", "Shoji Sojo" i "'Concurs de trenta-sis poetes".
El seu estil de poesia ha estat descrit com "alt i ombrívol, però també brillant" i "suau i brillant, però també profund i lamentable", i es caracteritza per una bellesa digna i profunda. Va establir tècniques com l'honka-dori i l'honsetsu-dori (monogatari-dori), que reflecteixen les escenes i emocions de les seves poesies i històries profundes. Els termes "yugen" i "elegància" utilitzats en les paraules de judici del concurs de poesia van influir en les arts escèniques japoneses com la poesia waka, el teatre Noh i la cerimònia del te, i es van convertir en conceptes estètics representatius de l'edat mitjana. A més, molts poetes excel·lents provenien de la seva escola, inclosos el seu fill Teika, Jakuren, Lady Shunzei, Fujiwara no Ietaka, l'emperador Gotoba, Kujo Yoshitsune i la princesa Shikishi, i com a professor va tenir un paper important en la configuració de l'estil de poesia Shin Kokin.

## Anècdota
Ciutat de Tadanobu

El germà petit de Taira no Kiyomori, Taira no Tadanori, era un guerrer hàbil, però també va estudiar amb Shunzei i va ser un poeta talentós. Després que el clan Taira va fugir de la capital el juliol de 1183, Tadanori va tornar a la capital amb sis dels seus assistents i va visitar la residència de Shunzei. Ignorant els sorpresos membres de la família que van dir: "El fugitiu ha tornat", Tadanari es va reunir amb Shunzei i va dir: 
| « | "És lamentable que el decret imperial es posà en suspens a causa de la guerra (Genpei). Una vegada que la guerra hagi acabat, es tornarà a publicar un decret imperial per "compilar una antologia imperial de poesia waka, i incloure'ns un poema de la meva vida, si n'hi hagués un de feliç", poemes de l'antologia imperial, seré el teu guardià del llunyà més enllà." | » |

Aleshores va confiar a Shunzei el rotllo que contenia més de 100 poemes que creia excel·lents, i va marxar. L'any següent, Tadatsugu va ser assassinat a la batalla d'Ichinotani. El rotlle contenia molts poemes excel·lents adequats per incloure'ls en una antologia imperial, però com que Tadanori era una persona que havia estat prohibida pel shogunat imperial, Shunzei només va incloure un dels poemes de Tadanori al Senzaishu, marcant-lo com a "anònim". Potser gràcies a aquesta protecció, Shunzei, que ja tenia gairebé 70 anys, va viure 20 anys més. (The Tale of the Heike, Volum 7, "La caiguda de Tadado")

## Auto elogis
Quan Toshie, el fill de Minamoto no Toshiyori, va preguntar a Shunzei: "Quin dels teus poemes creus que és el millor, Shunzei va triar "A mesura que s'acosta el vespre, el vent de tardor als camps penetra en el meu cos i les guatlles ploren al poble de Fukakusa". Toshie va dir: "La gent generalment diu que 'núvols blancs a les muntanyes, desbordant capes de flors davant els seus ulls' és superior", però Shunzei va respondre: "Altres persones poden pensar-ho, però jo no ho sé. Personalment crec que 'Yusareba' és superior". Després d'explicar aquesta història al seu deixeble Kamo no Chomei, Toshie va criticar en privat el poema, dient: "La tercera línia del poema 'Yusareba', 'tocat per ella', és molt decebedora. Descriu casualment el paisatge i l'atmosfera, i et fa pensar que t'hauria d'haver tocat el cor, cosa que el faria sofisticat i elegant". (Kamo no Chomei, "Mumyosho", "L'autoelogi de Shunzei")

En els seus darrers anys (al voltant dels 85 anys), Shunzei va dir sobre el poema "Yusareba": 
| « | "No és un poema especialment destacable. Tanmateix, només el vaig recordar perquè em vaig inspirar en les paraules de la dona del poble de Fukakusa a Tales of Ise, "Em vaig convertir en una guatlla", i perquè em va tocar la saviesa de l'emperador Sutoku". | » |

(De "Un concurs de poemes del monjo Jichin")

## Cubell de foc Paulownia
Teika va amonestar a Tameie, dient: 
| « | "No es poden escriure bons poemes si t'envoltes de roba i roba de llit així, mantens el foc brillant i escampes sake, menjar i fruita. Crec que és natural que la manera com el meu difunt pare (Toshinari) va compondre els poemes fos tal que hagués pogut escriure poemes realment excel·lents. A la nit, encarant la tènue llum de la seva vella túnica, s'encén ràpidament les seves orelles, recolzades al repo sabraços i subjecta una galleda de foc de paulownia mentre recitava suaument A mesura que avançava la nit i la gent començava a dormir, inclinava lleugerament el cap i plorava cada nit amb només sentir parlar de la seva profunda reflexió i devoció és suficient per moure el teu cor i fer-te difícil contenir les llàgrimes." | » |

(Shinkei, Xiuxiueos)

## Carrera oficial
La seva carrera oficial és la següent: La data es basa en el calendari lunar.
- 9 de juliol de 1123 (4t any de l'era Hoan) - Mort del seu pare, Toshitada
- 19 de gener de 1127 (2n any de l'era Taiji) - Confereix el rang de Cinquè Grau Junior i nomenat governador de la província de Mimasaka.[14]
- 4 d'abril, any de traspàs, 1132 (Tensho 2): transferit a la província de Kaga
- 16 de desembre de 1137 (3r any de l'era Hoen) - Transferit al càrrec de Totomi no Kami (Senyor de la província de Totomi)
- 23 de gener de 1142 (2n any d'Eiji) - Renomenat al càrrec de Totomi no Kami
- Primer any de l'era Kyūan (1145)
  - 23 de novembre - Ascendit al cinquè rang júnior i nomenat Totomi no Kami Nyogen
  - 30 de desembre: transferit al governador de la província de Mikawa
- 9 d'abril de 1149 (5è any de Kyūan) - Transferit a la província de Tango
- 6 de gener de 1150 (Kyuan 6): Ascendit al rang de Shogoi (cinquè rang superior) i es va convertir en Tango no Kami Nyogen
- 6 de gener de 1151 (Kyuan 7): ascendit a quart rang júnior i esdevingué Tango no Kami Nyogen
- 30 de desembre de 1152 (Nihei 2): Traslladat a l'oficina de Kyoto | Sakyo Gon-no-daibu
- 23 d'octubre de 1155 (Kyushu 2): ascendit a quart rang júnior i es va convertir en el Sakyo Gon-no-daifu (Gondaibu de la capital de l'esquerra) Nyogen
- 22 d'octubre de 1157 (2n any de l'era Hōgen) - Ascendit al rang de Shoshii (Quart Grau Sènior) i es va convertir en Sakyō Gon-daifu (Gondaibu de la capital de l'esquerra) Nyogen
- 19 de setembre de 1161: Transferit a Sakyo no Daibu
- 2n any de l'era Eiman (1166)
  - 12 de gener - Dimiteix de Sakyo-no-daifu
  - 27 d'agost, 1r any de l'era Nin'an: ascendit a Tercer Grau Júnior
- Nin'an (Japó) 2 (1167)
- 2n any de Nin'an ( 1167 )
  - 28 de gener - Ascens a Shosanmi
  - 24 de desembre - Canvia el seu nom a Shunzei.
- 12 de desembre de 1168 - Nomenat Ukyo no Daibu
- 26 de juliol de 1170 - va ocupar simultàniament el càrrec de ministre del Palau de l'Emperadriu (Fujiwara no Yoshiko, l' emperadriu de l'emperador Goshirakawa )
- 18 de gener de 1171 (3r any de Karaku ) - simultàniament va ocupar el càrrec de governador de Bizen
- 10 de febrer de 1172 - L'emperadriu Yoshiko esdevé emperadriu vídua, i és transferida del càrrec de ministre del palau de l'emperadriu al càrrec de ministre del palau de l'emperadriu vídua.
- 8 de desembre de 1175 - Es va retirar d'Ukyo no Daibu
- 28 de setembre de 1176 - Es va fer monjo. Nom budista: Shaka
- 30 de novembre de 1204 - Mort. Va morir als 91 anys

## Genealogia
La genealogia és la següent: Era el besnét de Fujiwara no Michinaga i pertanyia a la línia Nagaie del clan Fujiwara del Nord (família Mikohidari).
- Pare: Fujiwara Toshitada
- Mare: filla d'Atsushi Fujiwara
- Pare adoptiu: Fujiwara no Akiyori
- Esposa: Bifukumon'in Kaga - Filla de Fujiwara no Chikatada
  - Home: Fujiwara Shigeie (1155-1220)
  - Home: Fujiwara no Teika (1162-1241)
  - Filla: Hachijoin Sanjo (1148-?) - esposa de Fujiwara no Moriyori, mare de Lady Shunzei
  - Dona: Takamatsuin Shindain (Gio-no-Gozen) (1150-?) - Esposa de la família Fujiwara
  - Dona: Josaimon-in Gojo (1151-?)
  - Dona: Hachijoin Gon Chunagon (Enju Gozen) (1153-?) - Esposa del ministre d'Afers Civils, Minamoto no Yorifusa [ 20 ]
  - Dona: Hachijoin Ansatsu (1154-?) - Família Fujiwara
  - Dona: Kenshunmon'in Chuunagon (Takeno Gozen, Kujo-nama) (1157-?)
  - Dona: Antiga ministre d'Estat (Ryuju Gozen) (1159-?)
  - Dona: Jomyōmon'in Chunagon (Aiju Gozen) (1164-?)
- Esposa: Filla de Fujiwara no Tametada
  - Masculí: Kaiun
  - Dona: dona de l'emperador Goshirakawa , Fujiwara no Narichika
- Esposa: Rokujo-in no Senji - Filla de Fujiwara no Akiyoshi
  - Dona: Hachijoin Bomon-no-tsubone - Esposa de Fujiwara no Narichika
- Esposa: Família Fujiwara Tadako
  - Home: Kakuben (c. 1132-1199?) [ 21 ]
- Esposa: Senyora de la família Fujiwara Tadako
  - Dona: Antiga Saiin Onna Betto
- Esposa: Kokamon-in Bizen no Naishi (Konoe-in Bizen no Naishi) - La germana petita de Mokko Gonto Minamoto no Suegyo
  - Dona: Nijo-in Hyoe no Kami - Esposa del líder del cavall esquerre Minamoto no Takayasu
- Mare biològica desconeguda:
  - Masculí: Seikai
  - Dona: Lady Nijo
- Fill adoptat:
  - Filla adoptada: Kenshunmon-in Sakyo-no-daifu - fill (neboda) de Zenchi-hoshi (germà de Shunzei)
  - Fill adoptiu: Fujiwara Sadanaga ( Jakuren ) (?-1202) - fill (nebot) de Shunmei (germà de Shunzei)
  - Fill adoptiu: Tadakata - fill de Fujiwara no Nagamoto (fill del cosí de Shunzei)
  - Filla adoptada: Filla de Fujiwara no Shunzei (1171-?) - Filla de Fujiwara no Moriyori i Shunzei, fill (nét) de Hachijo-in Sanjo, esposa de Minamoto no Michimoto

## Títols relacionats
Drama televisiu

- "The New Tale of the Heike" (1972, drama de la NHK Taiga, interpretat per Seiji Miyaguchi)
- "The Grass Burns" (1979, drama de la NHK Taiga, interpretat per Fuyuki Murakami)